# Li Chengjiang

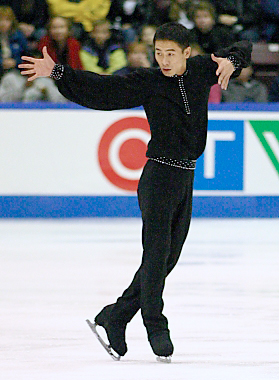
Li Chengjiang

Li Chengjiang (Changchun, 28 april 1979) is een voormalige Chinese kunstschaatser.
Al vanaf 1997 nam Li deel aan internationale kunstrijdwedstrijden. Hij trainde onder de hoede van de Chinees Gao Haijun.
Li Chengjiang is zesvoudig kampioen van China (mannen solo) en hij was ook de eerste Chinees die bij de mannen solo een ISU-kampioenschap op zijn naam wist te schrijven, dit was het Viercontinentenkampioenschap in 2001. Aan dit kampioenschap nam hij zes keer deel en vijf keer kwam hij op het podium. Li nam in 2002 en 2006 deel aan de Olympische Spelen, hier eindigde hij op de 9e en 16e plaats. Li nam ook zeven keer deel aan het WK kunstrijden met een vierde plaats in 2003 als hoogste klassering.

## Persoonlijke records
| records     | punten | datum      | toernooi    |
| ----------- | ------ | ---------- | ----------- |
| Totaalscore | 210.94 | 23-11-2003 | Rusland Cup |
| Korte kür   | 073.39 | 21-03-2006 | WK 2006     |
| Lange kür   | 145.17 | 22-11-2003 | Rusland Cup |

## Belangrijke resultaten
| Kampioenschap                | 1997   | 1998 | 1999   | 2000   | 2001 | 2002 | 2003   | 2004 | 2005   | 2006 | 2007   | 2008 | 2009 |
| ---------------------------- | ------ | ---- | ------ | ------ | ---- | ---- | ------ | ---- | ------ | ---- | ------ | ---- | ---- |
| Olympische Spelen            |        |      |        |        |      | 9e   |        |      |        | 16e  |        |      |      |
| Wereldkampioenschap          |        |      |        | 5e     | 7e   | 5e   | 4e     | 10e  | 5e     | 9e   |        | 23e  |      |
| Viercontinentenkampioenschap |        |      | Zilver | Zilver | Goud |      | Brons  |      | Zilver |      |        | 6e   | 11e  |
| Aziatische Winterspelen      |        |      | Goud   |        |      |      | Zilver |      |        |      | Zilver |      |      |
| Nationaal Kampioenschap      | Zilver | Goud | Goud   |        | Goud | Goud |        | Goud |        |      | Goud   |      |      |
| WK Junioren                  | 12e    | 7e   |        |        |      |      |        |      |        |      |        |      |      |